# Larock-indoolsynthese
De Larock-indoolsynthese is een organische reactie, waarbij een o-joodaniline met een digesubstitueerd alkyn reageert tot een indool:
De hoogste opbrengst wordt verkregen door een overmaat alkyn te gebruiken, met natriumcarbonaat of kaliumacetaat als base, en door een stoichiometrische equivalent lithiumchloride of tetra-n-butylammoniumchloride toe te voegen. De reactie wordt gekatalyseerd door palladium.
De reactie werkt - in het geval van verschillende substituenten - regioselectief: de restgroep die de grootste sterische hindering veroorzaakt komt op de R2-positie terecht. Ook indien er hydroxylgroepen in de R-groepen van het alkyn aanwezig zijn, treedt een zekere mate van selectiviteit op. Dit is mogelijk te wijten aan de coördinatie tussen zuurstof en palladium.